# И, Мария
Мария И И (кит. трад. 衣依, пиньинь: Yī Yī; род. 29 июля 1953) — китайская актриса из Гонконга. Появлялась в фильмах гонконгской киностудии Golden Harvest Productions в 1970-х годах, особенно известна по ролям в фильмах «Большой босс» и «Кулак ярости» с Брюсом Ли.

## Карьера
Мария И начала сниматься в подростковом возрасте. До своего дебюта окончила Тайбэйскую женскую профессиональную школу бизнеса Цзиньлу. Активно участвуя в школьных развлекательных программах и театральных постановках, основатель гонконгской кинокомпании Golden Harvest Рэймонд Чоу обнаружил И на Тайване и организовал её обучение в тайваньском офисе. Она приехала в Гонконг для работы в кинокомпании в 1970 году. Снималась в ряде фильмов, в том числе в фильмах «Большой босс» и «Кулак ярости» со знаменитой звездой боевых искусств Брюсом Ли. Она также продюсировала фильм с другой звездой боевых искусств Ван Юем. И вышла замуж за бизнесмена Сюй Цзинбо в июне 1974 года. Одним из гостей на её свадьбе была её подруга, звезда «Большого босса» и «Кулака ярости» Нора Мяо. В 1976 году она появилась на экране в последний раз — в фильме «Тигр Севера».

## Фильмография

### Фильмы
| Год  | Заголовок             | Роль                 | Заметки                 |
| ---- | --------------------- | -------------------- | ----------------------- |
| 1971 | Погоня                | Цзи Фанфан           |                         |
| 1971 | Большой босс          | Сюй Цяомэй           |                         |
| 1972 | Кулак ярости          | ученица школы Цзинъу |                         |
| 1973 | Человек по имени Тигр | Кейко                | [ 3 ]                   |
| 1973 | Моряк номер 7         | Сяо Фэн              |                         |
| 1973 | История матери        | Чжан Мэйчжун         |                         |
| 1974 | Турнир                | (камео)              | [ 4 ]                   |
| 1976 | Тигр Севера           | Сюэ Мэй              | (последняя роль в кино) |